# Радіохвильові методи розвідки
Радіохвильові методи розвідки (рос. радиоволновые методы разведки, англ. radiowave methods of prospecting; нім. Radioerkundungsverfahren n pl) — радіорозвідка, методи електричної розвідки, що базуються на вивченні електромагнітних полів (у діапазоні частот від дек. кГц до сотень МГц) з метою пошуку і розвідки родовищ рудних корисних копалин і геологічного картування території.
Розрізнюють аеро-, наземні, свердловинні модифікації радіохвильові методи розвідки, а також дослідження в гірничих виробках.